# Carbazol-Alkaloide

Carbazol, Grundkörper der Carbazol-Alkaloide

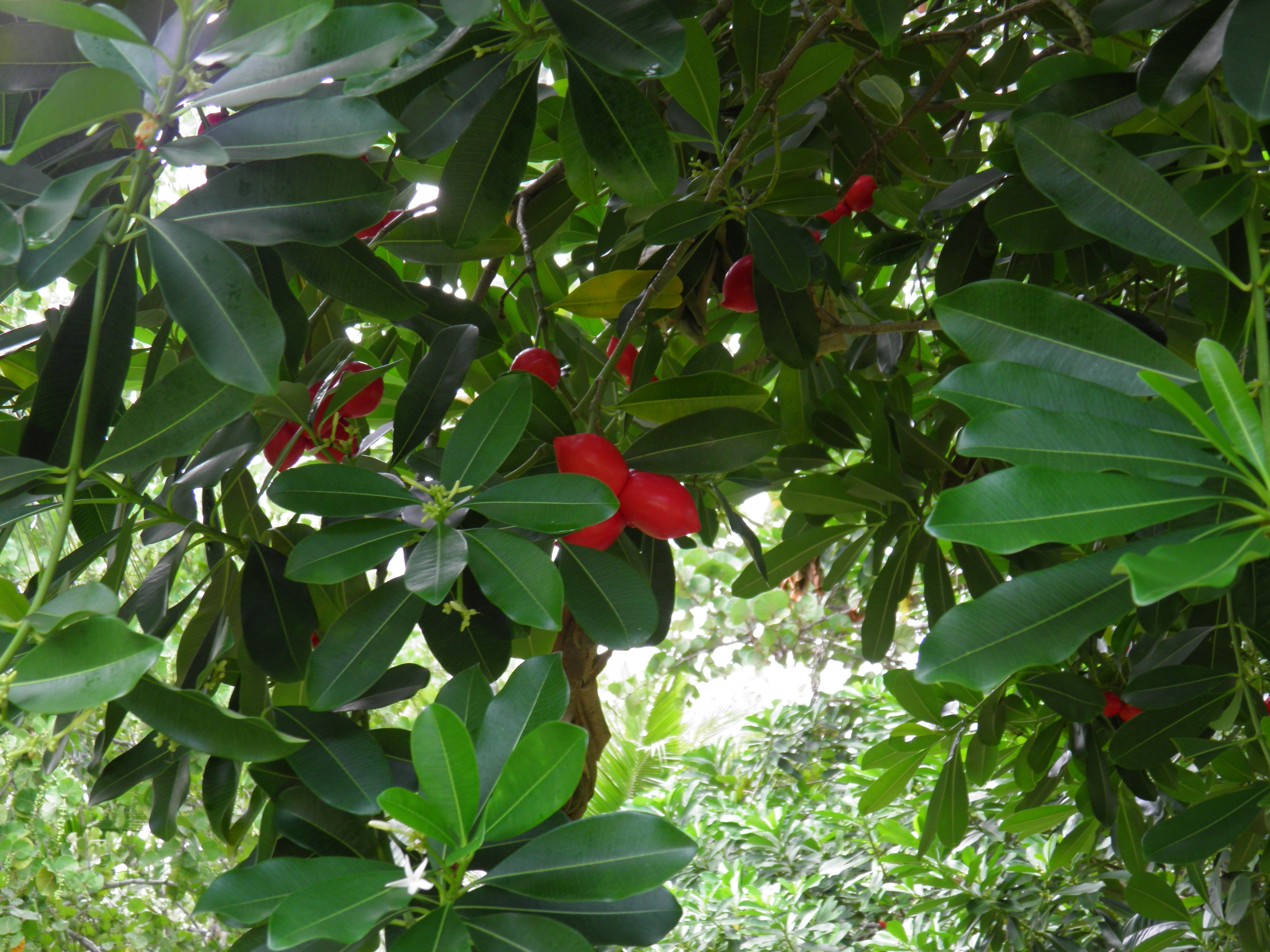
Laubblätter und Früchte von Ochrosia elliptica

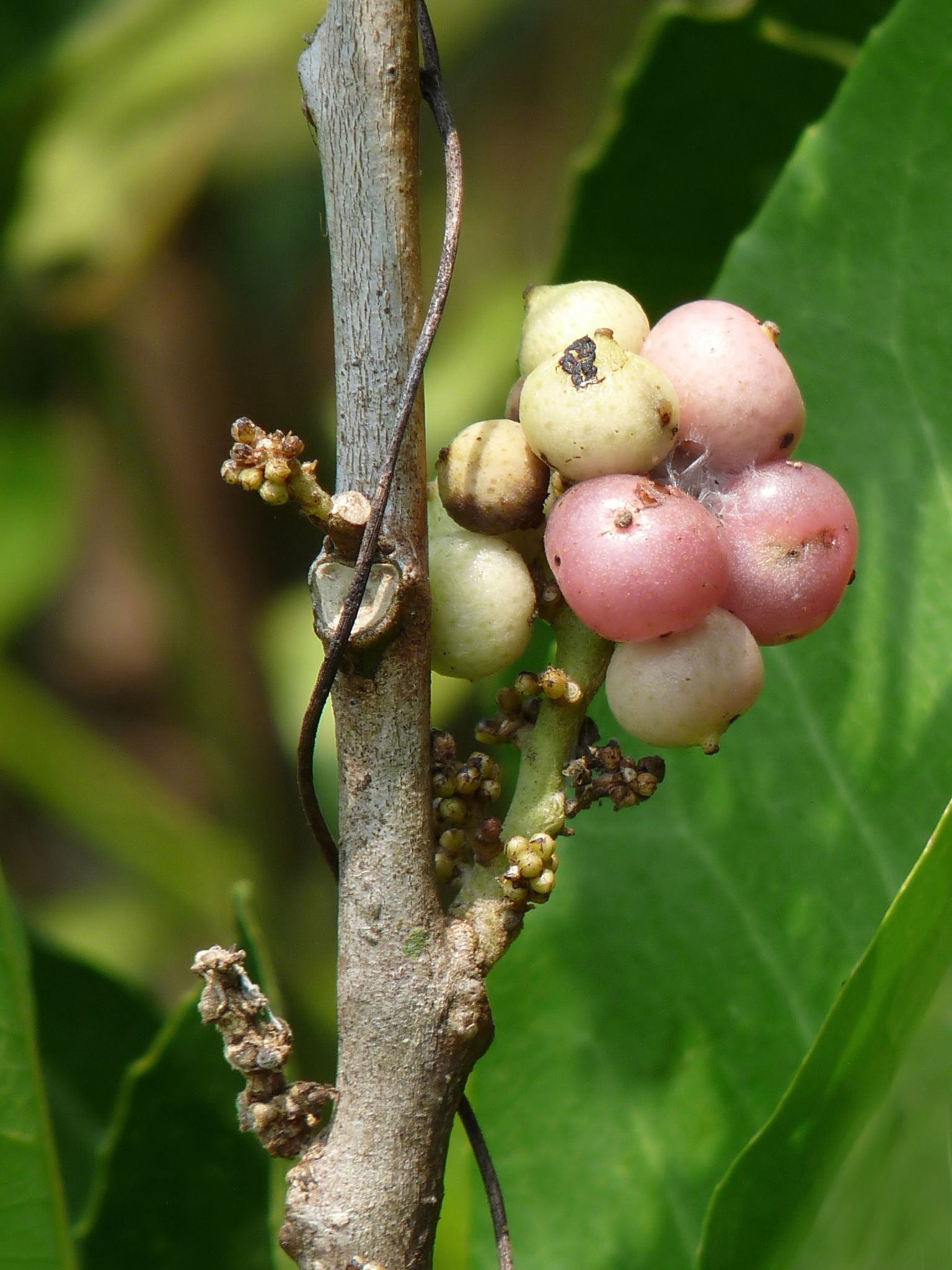
Früchte von Glycosmis pentaphylla

Die Carbazol-Alkaloide sind Naturstoffe des Indol-Alkaloid-Typs, die sich vom Carbazol ableiten lassen.

## Vorkommen
Carbazol-Alkaloide mit intakten Benzol-Ringen kommen selten vor. Olivacin wurde in der Rinde von Aspidosperma olivaceum und Ellipticin in Ochrosia elliptica gefunden. Einige Carbazol-Alkaloide, insbesondere Glybomin B, wurden aus Glycosmis pentaphylla isoliert.

## Vertreter
Zu den Vertretern zählen u. a. Glycozolin, Olivacin und Ellipticin und weiterhin Glybomin B.

Glycozolin
Olivacin
Ellipticin
Glybomin B

## Eigenschaften
Carbazol-Alkaloide haben cytotoxische und antimykotische Eigenschaften.
Olivacin hat fluoreszierende Eigenschaften.